# Gory Guerrero
Salvador Guerrero Quesada (Pinal County (Arizona), 11 juli 1921 - El Paso (Texas), 18 april 1990), beter bekend als Gory Guerrero, was een van de eerste Hispanic professioneel worstelaar.

## Familie
Gory was de vader van Chavo Guerrero sr., Mando, Héctor en Eddie. Hij had ook twee dochters, Linda en Mary. Hij was ook de grootvader van Chavo Guerrero jr.

## In worstelen
- Aanval en kenmerkende bewegingen
  - Gory special
  - Camel clutch (uitvinder)

## Erelijst
- Comisión de Box y Lucha Libre Mexico D.F
  - Mexican National Middleweight Championship (1 keer)
  - Mexican National Welterweight Championship (1 keer)

- Empresa Mexicana de la Lucha Libre
  - NWA World Light Heavyweight Championship (2 keer)
  - NWA World Welterweight Championship (1 keer)
  - World Middlweight Championship (1 keer)

- NWA Hollywood Wrestling
  - NWA Americas Tag Team Championship (1 keer met Chavo Guerrero sr.)

- Pacific Northwest Wrestling
  - NWA Pacific Northwest Tag Team Championship (1 keer met Luigi Macera)

- Southwest Championship Wrestling
  - SCW Southwest Junior Heavyweight Championship (1 keer)

- Southwest Sports, Inc.
  - NWA Texas Tag Team Championship (1 keer met Cyclone Anaya)

- Wrestling Observer Newsletter awards
  - Wrestling Observer Newsletter Hall of Fame (Class of 1996)